# Villa de Praga
Villa de Praga es una localidad del departamento Libertador General San Martín, ubicada en el noreste de la provincia de San Luis, Argentina. 
Se encuentra sobre la ruta provincial 2, a pocos km al sur de la localidad de San Martín. 
En 1936 fue afectada por el terremoto de San Luis.

## Población
Contó con 181 habitantes (Indec, 2010), lo que representó un incremento del 24% frente a los 146 habitantes (Indec, 2001) del censo anterior.
Según el censo 2022 la población total de la Comisión municipal fue de 322 personas. En tanto, el número de viviendas registradas fue de 150.
| Gráfica de evolución demográfica de Villa de Praga entre 1960 y 2022 |
|                                                                      |
| Fuente: Censos nacionales del INDEC                                  |